# 希尔斯伯勒 (加利福尼亚州)
希尔斯伯勒（英語：Hillsborough），是美国加利福尼亚州圣马特奥县下属的一个城市。于1910年5月5日建市。城市面积约为16.0平方公里，根据2010年美国人口普查，该市有人口10,825人。